# Мухаммад IV (султан Маринидов)
Мухаммад ибн Ахмад Абу Зайян аль-Ватик, или Мухаммад IV (ум. 1387) — маринидский султан Марокко в 1386—1387 годах.

## Биография
В 1384 году Муса ибн Фарис аль-Мутаваккиль сменил султана Абу-ль-Аббаса Ахмада на троне. В 1386 году его сместил Мухаммад ибн Ахмад аль-Ватик, который правил до 1387 года. Затем Абу-ль-Аббас вернул себе трон.